# جیانگ کینگین
جیانگ کینگین (انگلیسی: Jiang Qinqin; ۳ سپتامبر ۱۹۷۵) بازیگر اهل چین است. وی از سال ۱۹۹۲ میلادی تاکنون مشغول فعالیت بوده است.
از فیلم‌ها یا برنامه‌های تلویزیونی که وی در آن نقش داشته است می‌توان به وقایع شانگهای و نبرد چین-هلند ۱۶۶۱ اشاره کرد.